# 国立北京大学 (汪精卫国民政府)
1939年至1945年间位于北平市的国立北京大学先後由中華民國臨時政府和汪精衛國民政府辦學，主要招收日本軍事佔領區內貧寒學生。辦學的緣起是抗日戰爭期間原國立北京大學於1937年南遷長沙和昆明，為阻止北支那方面軍征用丟空校舍，而原址復校。

## 嬗变
1937年7月30日中華民國在平津作战失守北平市，国立北京大学与国立清华大学、私立南开大学南迁长沙共同成立国立长沙临时大学，1938年再迁昆明并更名国立西南联合大学。
1938年春，北支那方面軍憲兵隊司令部欲征用丟空的北大理學院校舍，周作人与冯祖荀為了保護實驗儀器，請中華民國臨時政府教育总长汤尔和阻止。汤尔和認為阻止憲兵霸佔丟空校舍的最佳辦法莫過於在原址復辦北京大学，招收無法南遷的貧寒學生，在1938年5月至9月间先后设立农、医、工、理学院，1939年1月14日补办开学典礼。此時身在重慶的國民政府不認可其校名，而稱「偽」北京大學，後人也稱「淪陷區北京大學」。
1939年復辦的国立北京大学由湯爾和本人任大學總監督，周作人为图书馆馆长。1940年3月，汪精卫国民政府在南京成立，中华民国临时政府改组为华北政务委员会，学校的督辦部門改稱华北政务委员会教育总署，总监督職位被廢，改设校长，由钱稻孙任校长。
1945年8月，汪精卫国民政府倒台，宋子文內閣教育部長朱家驊於9月下令解散「偽」北京大學，將淪陷區學生劃為「偽學生」，頒佈《淪陷區專科以上學校學生、畢業生甄審辦法》（或稱《偽專科以上學校學生畢業生甄審辦法》），於10月中旬在北平、天津、上海、南京設立臨時大學補習班，令原淪陷區在校生先補習再考試，至於已畢業的學生則需補交論文以及蔣介石所著的《中國之命運》閱讀心得報告。此舉引起淪陷區學生反彈，提出「人民無偽，學生無偽」。1945年12月，北大代理校長傅斯年在《世界日报》撰文，表明为保持北京大学的纯洁，不录用淪陷區北京大学的教职员，但“青年何辜，现在二十岁的大学生，抗战爆发时还不过是十二岁的孩子，我是主张善为待之，予以就学便利。” 最後教育部取消甄審考試，改臨時大學補習班為北平临时大学，及格后可转入北大等校。南迁参与组建西南联合大学的国立北京大学于1946年返回原址复校。

## 校長
- 湯爾和（1939年1月—1940年3月）
- 錢稻孫（1940年3月—1945年10月）

## 校友
校友中，后来成为中国科学院院士的有于敏、金建中、周同惠、张树政、郭承基，成为中国工程院院士的有张蔚榛。其他校友有宿白、瀛生等。